# Holyland-Modell der Stadt Jerusalem
Das Holyland-Modell (hebräisch דגם הולילנד, offizieller Name: דגם ירושלים בסוף ימי בית שני, Modell Jerusalems am Ende der Zeit des Zweiten Tempels) ist ein plastisches Stadtmodell von Jerusalem am Beginn des Jüdischen Krieges. Das Bezugsjahr ist 66 n. Chr.
Das Modell im Maßstab 1:50 entstand ab 1962 auf einem etwa 25 × 40 Meter (940 Quadratmeter) großen Gelände des Holyland-Hotels in Jerusalem und wurde 1966, noch unfertig, der Öffentlichkeit übergeben.
Die größte Popularität erreichte das Stadtmodell von den 1980er Jahren bis zum Beginn der Zweiten Intifada. In dieser Zeit zählte man jährlich 300.000 Besucher. Fotos von Bauwerken aus dem Holyland-Modell dienen zur Illustration von Büchern, die sich mit dem antiken Israel oder dem Neuen Testament befassen. Das Bild des Tempelhauses wurde so bekannt, dass später entstandene Darstellungen dieses Gebäudes von der Darstellung im Holyland-Modell abhängig sind.
Im Jahr 2006 wurde das Modell auf dem Campus des Jerusalemer Israel-Museums in Nachbarschaft zum Schrein des Buches neu aufgebaut.

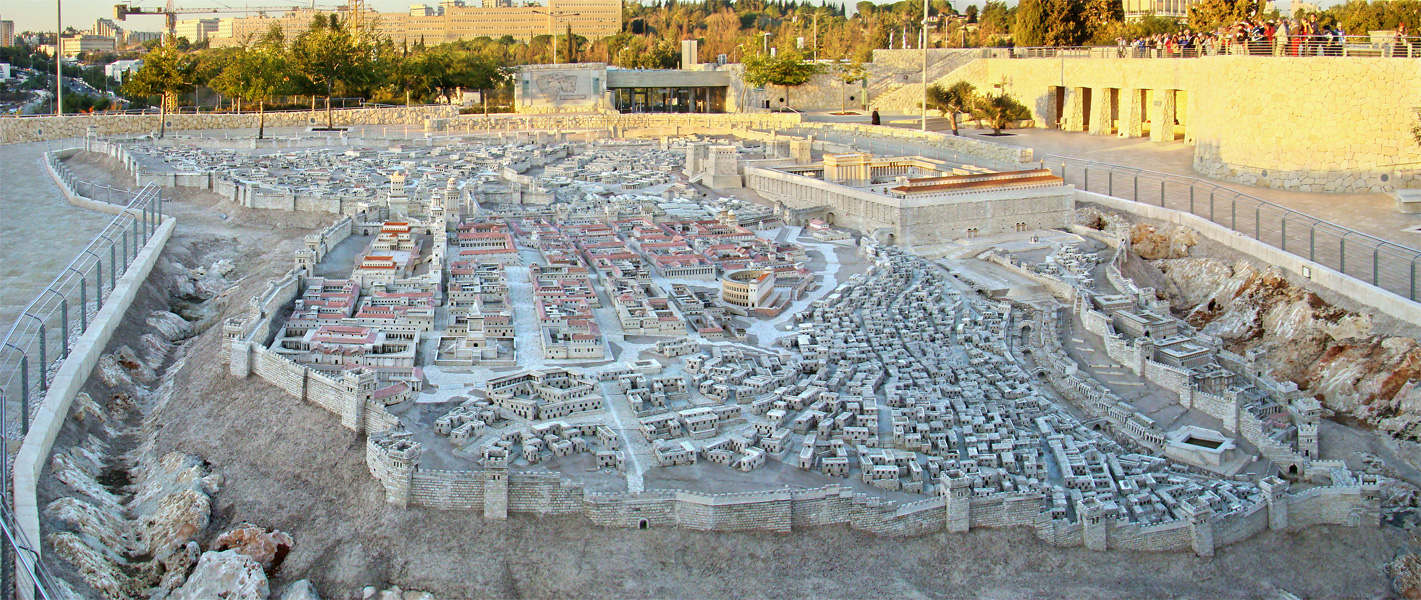
Gesamtansicht des Holyland-Modells von Süden (2012)

## Entstehung

### Idee
Die Entstehung des Holyland-Modells ist eng mit der politischen Situation in Israel zwischen 1948 und 1967 verbunden. Die zionistischen Pioniere in der Zeit vor der Staatsgründung Israels hatten mit der Jerusalemer Altstadt noch wenig anfangen können. Das änderte sich mit dem Unabhängigkeitskrieg. Die Schlacht um Jerusalem kostete auf beiden Seiten viele Opfer; danach stand die Altstadt unter jordanischer Verwaltung. Die jüdische Einwohnerschaft war vertrieben, ihre Synagogen mutwillig zerstört worden. In der israelischen Öffentlichkeit entstand dadurch nach 1948 eine starke emotionale Bindung an Jerusalem. Aber bis 1967 war es für Israelis unmöglich, die Altstadt zu besuchen.

„Wenn Juden nicht zu den heiligen Stätten gehen können, kommen die heiligen Stätten eben zu ihnen.“

Der deutsch-jüdische Bauunternehmer Hans Kroch hatte die Idee zu einem großen Stadtmodell des antiken Jerusalem als kulturelles und touristisches Element für seinen Hotelkomplex (1959 Eretz Hatzvi „Hirschland“, vor 1966 umbenannt in Holyland) im Jerusalemer Vorort Bayit veGan und gewann 1962 den Archäologen Michael Avi-Yonah von der Hebräischen Universität für die Umsetzung dieses Projektes. Hans Kroch stellte das Gelände zur Verfügung und finanzierte Aufbau und Wartung der Anlage. Damit wollte er seinem 1948 im Unabhängigkeitskrieg gefallenen Sohn ein Denkmal setzen.

### Planung
Hinter dem Modell stand die wissenschaftliche Expertise Michael Avi-Yonahs, der als Spezialist für die Zeit des Zweiten Tempels galt. Seine Frau, die Malerin Eva Avi-Yonah, entwarf die Gebäude. Weil die Altstadt für ihn nicht zugänglich war, nutzte Avi-Yonah vor allem antike Quellentexte und ältere Grabungsberichte. Als Ausgleich besuchten die Eheleute Avi-Yonah gemeinsam antike Städte des Mittelmeerraumes. Eva Avi-Yonah legte über drei Jahre eine Sammlung von Architekturzeichnungen hellenistischer und römischer Bauten an, die nachher für die Gestaltung der Modelle wichtiger Bauwerke Jerusalems herangezogen wurden.

#### Vorbild: Stadtmodell von Rom
Als die Eheleute Avi-Yonah Rom besichtigten, studierten sie das Modell der Stadt zur Zeit Kaiser Konstantins (Maßstab 1:250), an dem Italo Gismondi von 1935 bis 1971 arbeitete. Ursprünglich für die Mostra Augustea della Romanità geschaffen, steht es seit 1955 im Museo della Civiltà Romana und war ein Vorbild des Jerusalemer Modells. Das betraf zum Beispiel die etwas überproportionale Darstellung der Hügel und Täler sowie der Straßenbreiten; beides erleichterte dem Betrachter die Orientierung.
Das Modell des imperialen Rom beruhte auf umfangreichen Quellenstudien und Ausgrabungen, aber es blieben Lücken, die hypothetisch gefüllt werden mussten. Weil Gismondi als Experte galt und die Rekonstruktionen bekannter Gebäude überzeugten, verlieh das auch den hypothetischen Teilen des Modells Glaubwürdigkeit. Vor allem aber, so die These von Yael Padan, bestätigte das Modell des imperialen Rom ein Bild der antiken Zivilisation, das im kollektiven Gedächtnis bereitlag. Die Stadtmodelle von Rom und von Jerusalem stimmen in diesem Punkt überein: „Jedes von ihnen zeigt eine Periode der fernen Vergangenheit, von der man glaubt, dass sie die Blütezeit der Nation verkörpert, und unterstützt die Projektion dieser Blütezeit auf aktuelle Interpretationen der kollektiven Identität.“

#### Bezugsjahr 66 n. Chr.
„Gerade als Jerusalem den Höhepunkt seines Glanzes erreichte, erhoben sich die Juden gegen die römische Herrschaft. Im Jahre 66 begann der Zelotenaufstand. Schnell breitete sich dieser bis nach Jerusalem aus, wo schon bald die römische Garnison ausgeschaltet und der Vasall Agrippas II. (sic!) vertrieben wurde. Doch die Freude über die anfänglichen militärischen Erfolge gegen die antike Supermacht war verfrüht.“

Dieses Narrativ liegt dem Holyland-Modell zugrunde, auch an seinem aktuellen Standort auf dem Campus des Israel-Museums. Jerusalem war demnach im Bezugsjahr eine blühende Metropole. Ausgelassen wird von diesem Narrativ die Spaltung der Zelotenbewegung schon im Jahr 66 durch die Ermordung des als Messias auftretenden Menahem. Der Aufstand in fast aussichtsloser Lage wird im Narrativ positiv bewertet. Das Jahr 66 n. Chr. stehe, ähnlich wie der Aufstand im Warschauer Ghetto, für die Manifestation ungebrochener Moral, so Maya Balakirsky Katz, und diese innere Haltung sei ein wichtiges Element des nationalen Ethos im heutigen Staat Israel. 

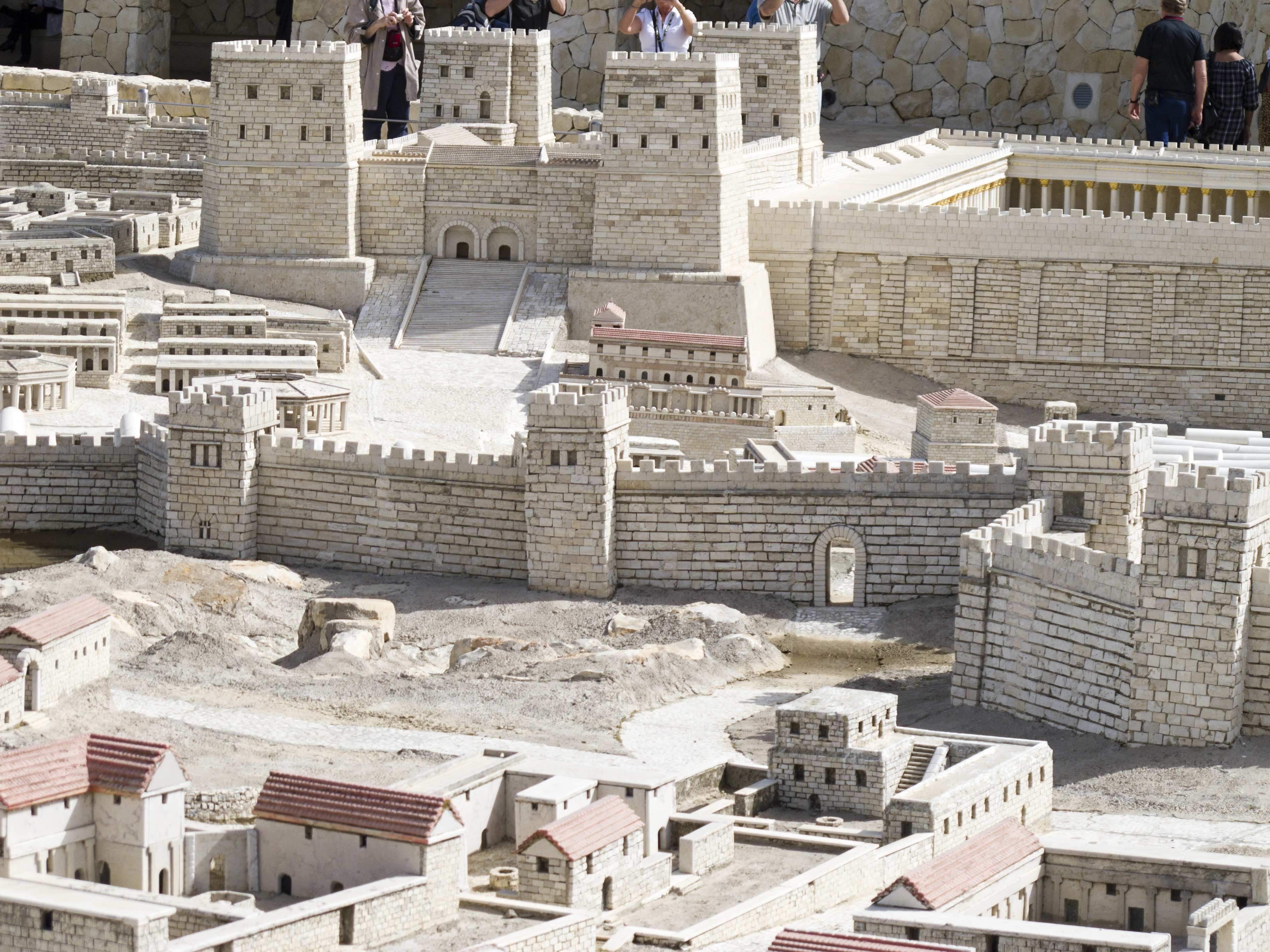
Golgathafelsen, im Hintergrund die Burg Antonia: Stätten christlicher Tradition (Holyland-Modell)

#### Kombination von Josephus und archäologischen Daten

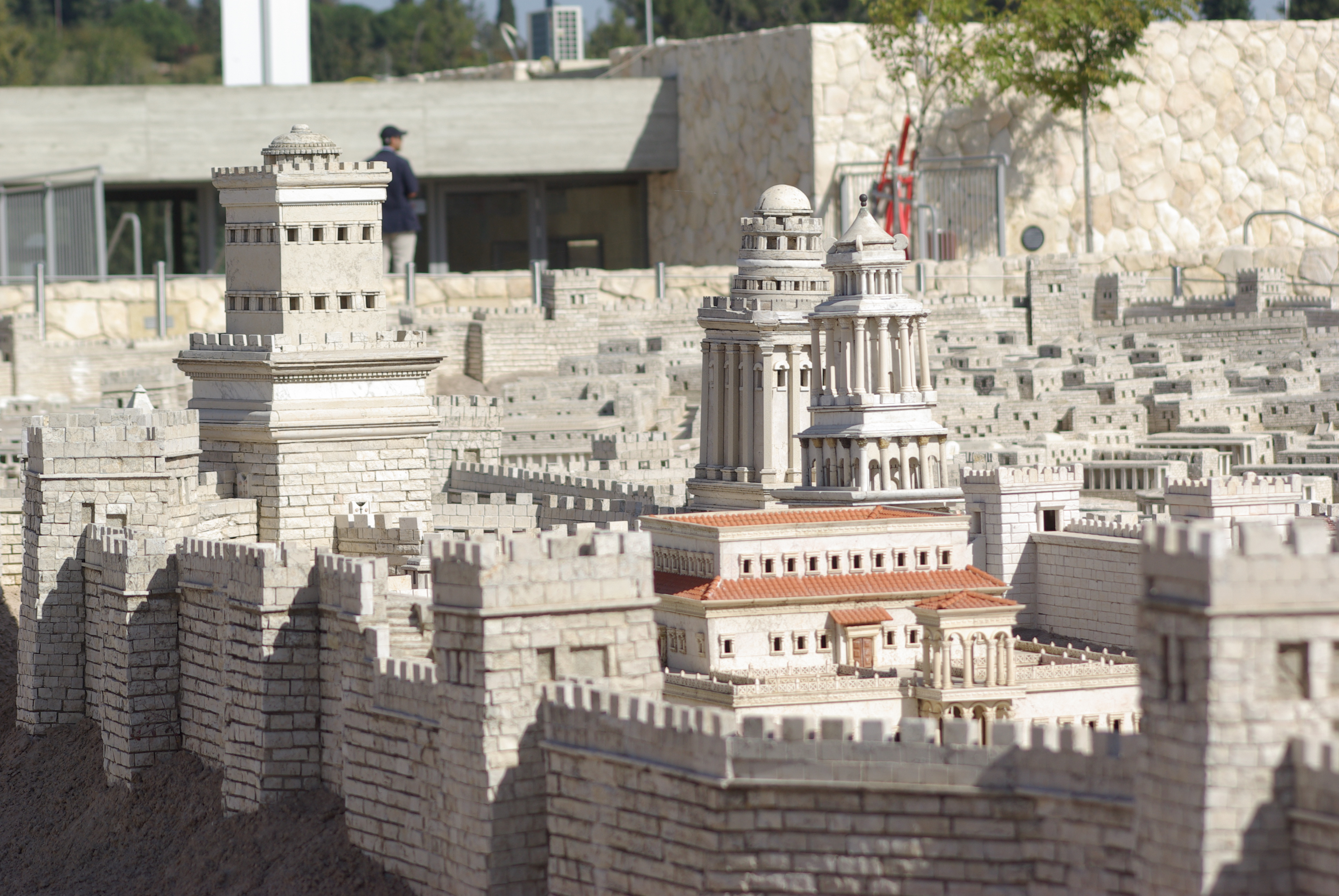
Die Türme Phasael, Hippikos und Mariamne (von links nach rechts); im Vordergrund der Palast des Herodes (Holyland-Modell)

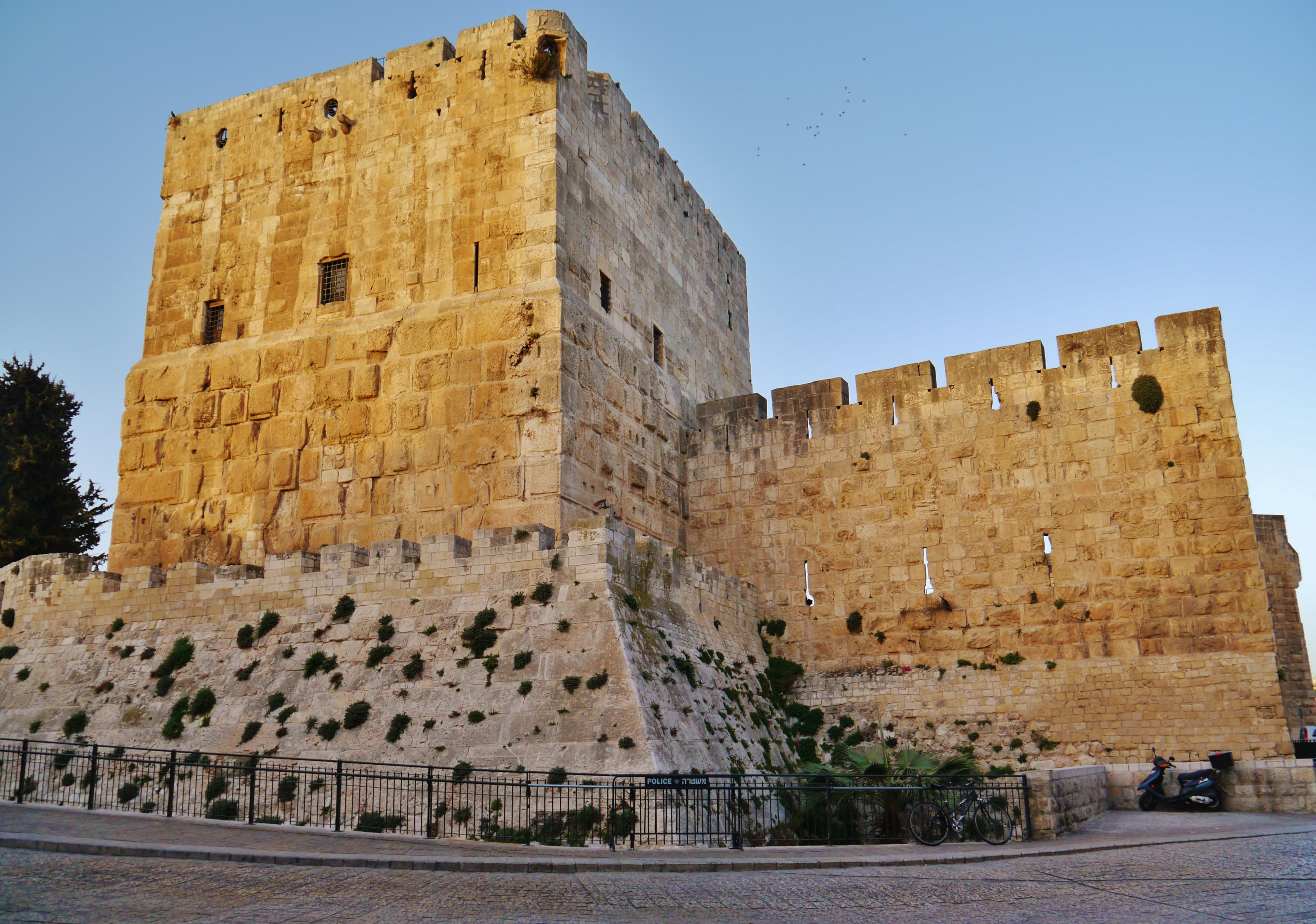
Davidsturm der Zitadelle, von Avi-Yonah identifiziert mit dem Phasael-Turm (Davidsturm-Museum, Außenansicht von der Armenian Patriarchate Street, Jerusalem)

Die oben genannten antiken Schriften sind nicht gleichmäßig ergiebig für die Rekonstruktion der Stadt. Flavius Josephus hat eine Reihe von Gebäuden sowie den Verlauf der Mauern genau beschrieben. Denn Josephus unternimmt mit dem Leser einen Stadtrundgang und macht ihn mit den Schauplätzen vertraut, die im Jüdischen Krieg wichtig waren; das bestimmt seine Auswahl. Neben dem Tempelareal interessierten ihn besonders drei Bereiche der Stadt: das Ensemble der drei Türme Hippikos, Phasael und Mariamne, der Palast des Herodes und die Burg Antonia. Diese Bauten hatten einen Doppelcharakter, sie enthielten luxuriöse Wohnräume, hatten aber auch militärische Bedeutung.

##### Wohntürme und Palast des Herodes
Für Avi-Yonah stellte sich die Aufgabe, aus dem Text des Josephus ein Bild des jeweiligen Bauwerks zu gewinnen und dies in Einklang zu bringen mit den archäologischen Daten.
Der bis heute vorhandene Davidsturm der Zitadelle, der Steinlagen aus der Zeit des Herodes enthält, musste mit einem der drei Wohntürme identifiziert werden. Dafür gab es unterschiedliche Vorschläge. Außerdem hatte Cedric N. Johns (1950) im Bereich des Palastes gegraben und ein Stück Mauer sowie zwei Turmfundamente mit typisch herodianischen Bossenquadern gefunden.
Avi-Yonah identifizierte den Phasael-Turm mit dem Davidsturm und sah die von Johns gefundenen Türme nicht als Wohntürme, sondern als Teile der Stadtmauer an. Eine Besonderheit der Rekonstruktion Avi-Yonahs ist, dass er die drei Wohntürme mit Mauern verband und so zu einem eigenen Verteidigungswerk machte. Dies wäre strategisch sinnvoll gewesen, doch sind die Verbindungsmauern in den Quellen nicht bezeugt, und es gibt bisher weder von den Türmen Hippikos und Mariamne, so wie er sie lokalisierte, noch von den Mauern archäologische Funde.
Für den Palast des Herodes konnte Avi-Yonah auf die Grabungen von Kelso und Baramki (1950) sowie Detweiler und Pritchard (1951) in Jericho zurückgreifen: Eine dort freigelegte herodianische Villa verdoppelte er bei der Rekonstruktion des Jerusalemer Palastes, um sie in Einklang mit der Baubeschreibung des Josephus zu bringen. Dadurch entstand eine langgestreckte Anlage aus zwei einander gegenüberliegenden Palästen an den Schmalseiten und dazwischen einem großen, von Säulengängen gerahmten Park mit einem ovalen Wasserbecken im Zentrum.

##### Burg Antonia

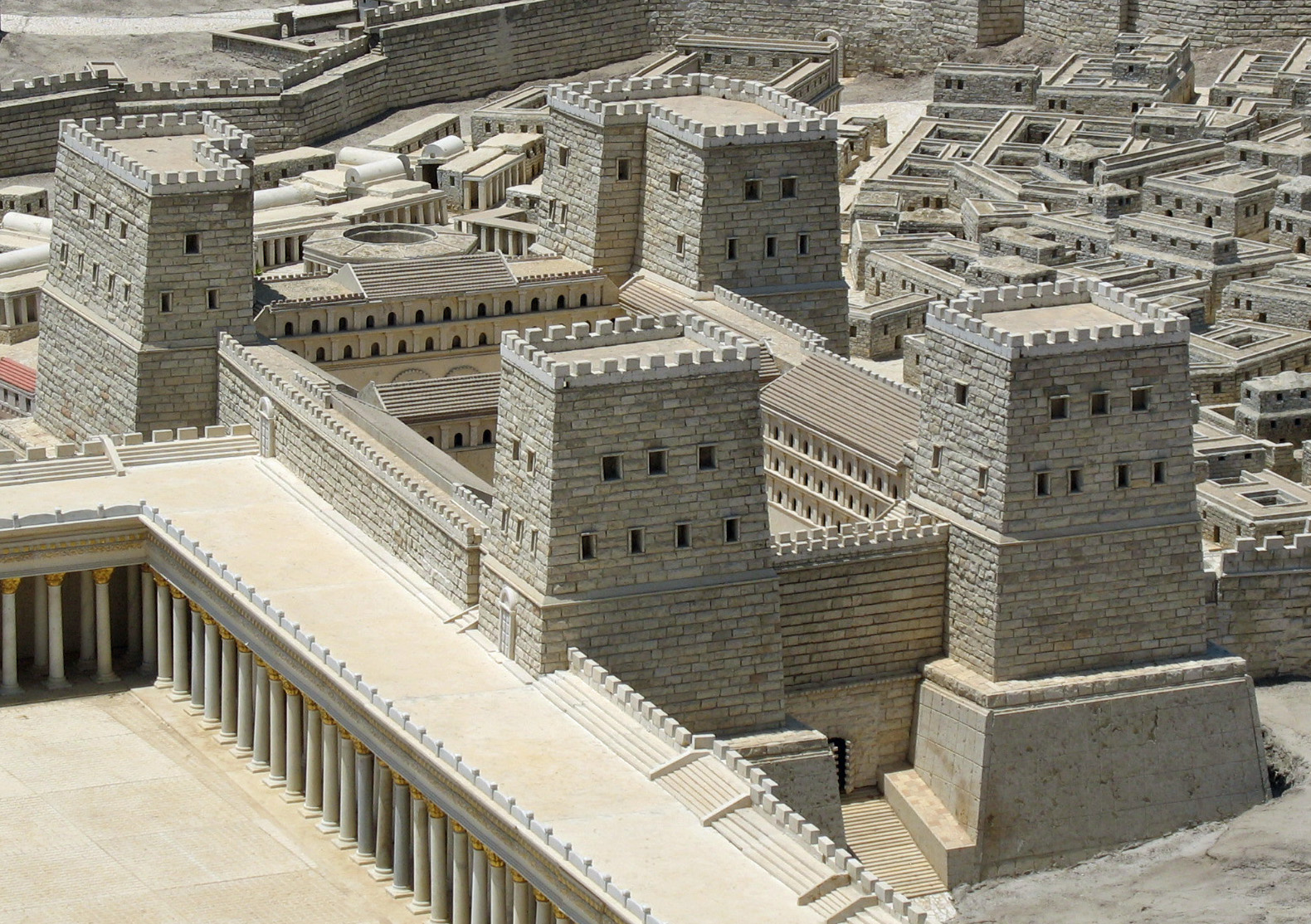
Burg Antonia an der Nordwestecke des Tempelplatzes (Holyland-Modell)

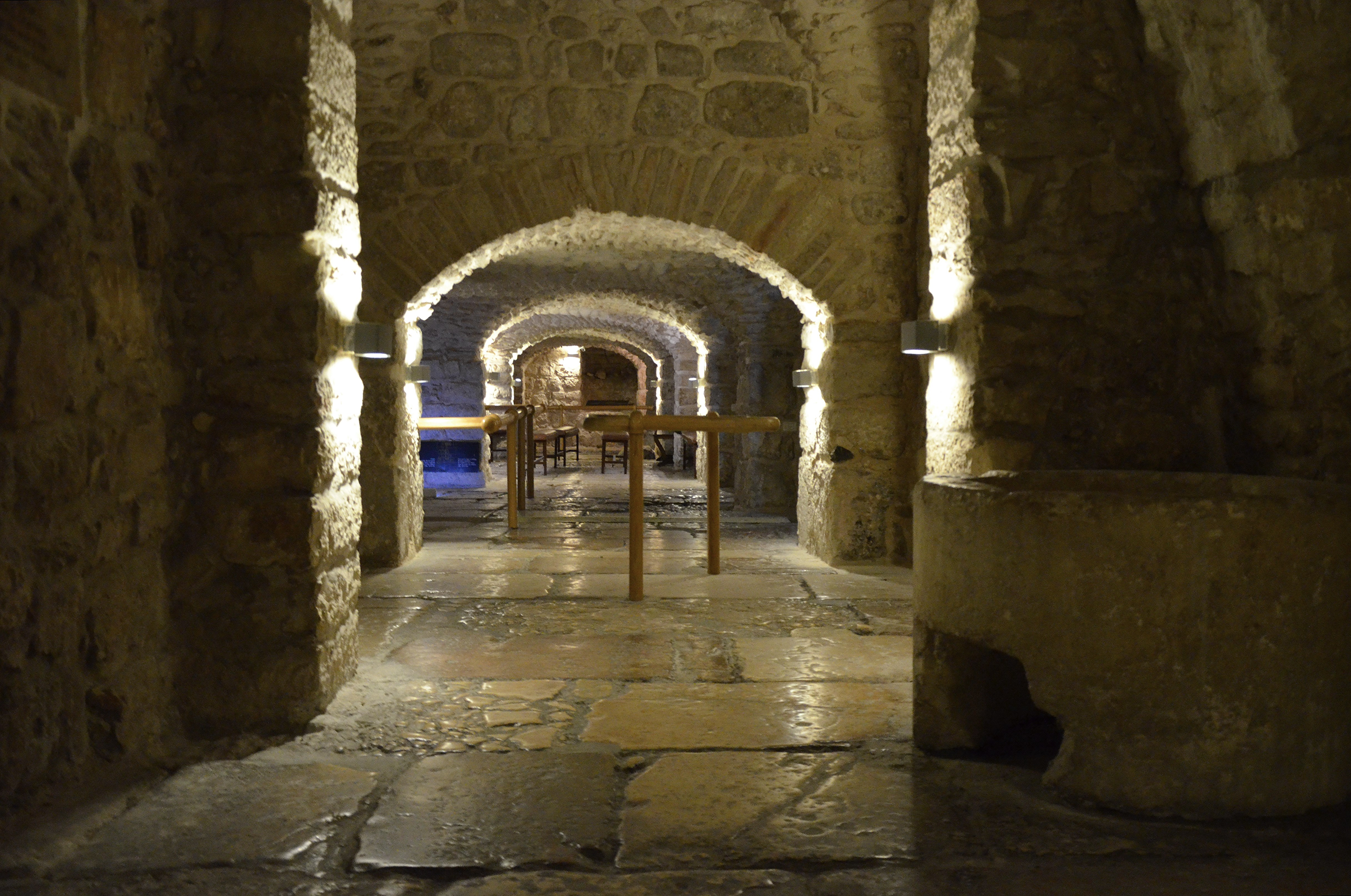
Steinpflaster des Forums der Aelia Capitolina; in der christlichen Tradition als Lithostroton identifiziert (Ecce-Homo-Konvent der Kommunität Chemin Neuf, Jerusalem)

Die Antonia diente zur Kontrolle des Tempelplatzes; Josephus hat sie ausführlich beschrieben. Seine Größenangaben gelten aber als übertrieben, die Beschreibung ist nicht immer klar. Die Burg nutzte ein vorhandenes Felsplateau.
Das Holyland-Modell folgt einer heute nicht mehr haltbaren Rekonstruktion, die erstmals Anfang des 20. Jahrhunderts von Barnabas Meistermann vorgelegt wurde. Ihm zufolge war die Antonia eine monumentale viertürmige Anlage, die auch als Prätorium des Pilatus gedient habe. Damit wäre sie ein Schauplatz der Passionsgeschichte. Reste ihrer Bausubstanz seien in der Flagellatio-Kapelle und im Kloster der Sionsschwestern (heute: Kommunität Chemin Neuf) erhalten. Die Steinplatten des sogenannten Lithostroton (altgriechisch το λιθόστρωτον, Joh 19,13 ) seien ein Teil des Innenhofes gewesen. Der Dominikanerpater und Archäologe Louis-Hugues Vincent machte diese Interpretation seit den 1930er Jahren in mehreren Publikationen populär. Vincent ging so weit, die Kritzeleien eines Basilinda-Spiels auf diesem Pflaster als Zeitvertreib der Soldaten zu interpretieren, die Jesus von Nazaret nach seiner Verurteilung hier bewacht hätten. Diese für christliche Pilger interessante Deutung erfordert die Annahme einer Groß-Antonia, wie sie im Holyland-Modell zu sehen ist.
Tatsächlich ließ sich Bausubstanz aus der Zeit des Herodes nur auf dem trapezoiden Felsplateau nachweisen. Heute (Stand: 2018) geht man deshalb von einer deutlich kleineren Burg aus.

#### Kombination von Josephus und Mischna
Beim Tempelareal stand Avi-Yonah eine zweite ergiebige Quelle zur Verfügung, der Mischna-Traktat Middot vom Anfang des 3. Jahrhunderts n. Chr. Diese Schrift will das mündlich überlieferte Wissen über die Tempelgebäude festhalten. Dabei mischt Middot allerdings Erinnerungen an den zerstörten Tempel mit Idealvorstellungen, wie ein künftiger Tempel beschaffen sein sollte (Tempelentwurf im Buch Ezechiel). Auch ist damit zu rechnen, dass die talmudischen Quellen (darunter Middot) Gebäude so beschreiben, wie sie vor den Baumaßnahmen des Herodes ausgesehen hatten. Avi-Yonah hielt die Informationen der Mischna für verlässlicher als Josephus’ Idealisierung des Bauwerks nach seiner Zerstörung; deshalb ist der Tempel des Holyland-Modells insgesamt eine Umsetzung der Beschreibung in Mischna Middot mit Hinzufügung einiger Einzelheiten aus Josephus’ Tempelbeschreibung.
Wie Avi-Yonah für sein Modell eine Synthese beider Quellen herstellte, zeigt das Beispiel des sogenannten Vorhofs der Frauen, so wie dieser in der Museumsbroschüre von 1966 beschrieben wurde. Dieser Hof war der Bereich, in dem jüdische Frauen und Männer an den Kulthandlungen im Tempel Anteil nehmen konnten; die Männer durften zwar bis in den nächsten Innenhof vorrücken, hatten dort aber nur einen schmalen Streifen des Hofes hinter einer Absperrung zur Verfügung.
Die Informationen aus Josephus (Jüdischer Krieg 5,198-206) sind unterstrichen, die Informationen aus der Mischna (Middot II 5) sind kursiv gesetzt, wobei Middot mehr ins Detail geht, als es der Museumsführer darlegt.

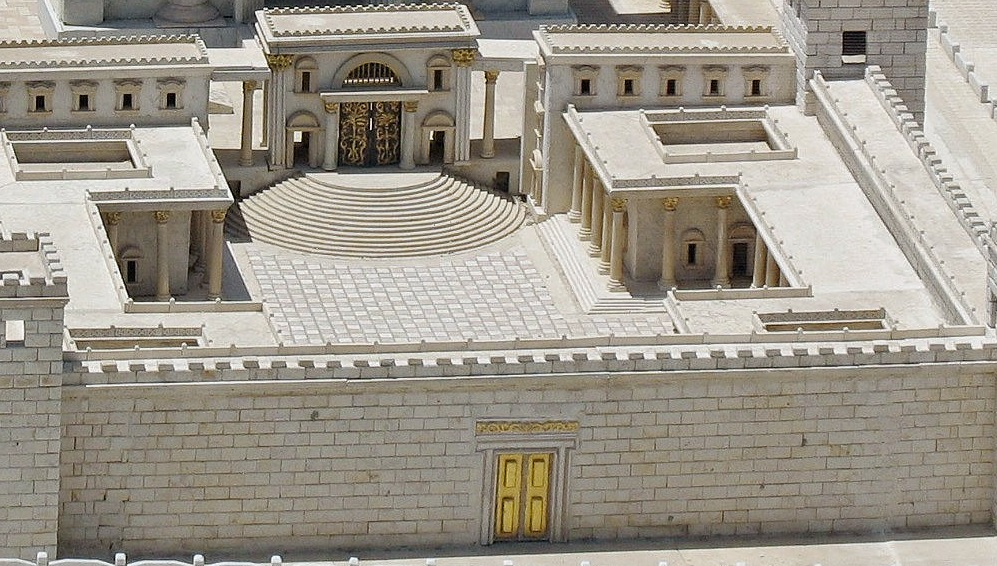
Vorhof der Frauen (Holyland-Modell)

Der Hof hatte einen quadratischen Grundriss. Der Zugang erfolgte von Osten durch das besonders geschmückte Schöne Tor (Name: Apg 3,2 , aber ohne Lokalisierung; Josephus: Korinthisches Tor aus Erz). In jeder der vier Ecken des Hofs befand sich eine quadratische „Kammer“ (Josephus: rings umlaufende Schatzkammern hinter Säulenhallen), zu der jeweils ein eigener Innenhof gehörte (das entspricht der Tempelvision in Ez 46,21 ). Diese abgeteilten Bereiche hatten folgende Funktionen:
- Im Südosten: Anlaufstelle für Personen, die ein Nasiräer-Gelübde abgelegt hatten;
- Im Nordwesten: Ritualbad für Personen, die von Aussatz geheilt waren;
- Im Nordosten: Holzlager;
- Im Südwesten: Öldepot.

Der Hof hatte rings umlaufende Säulenhallen und Emporen, von wo aus die Frauen den Gottesdiensten zuschauen konnten. An der Westseite befand sich das durch eine Legende berühmte, große Nikanor-Tor, das zwei Seitenpforten hatte. Als einziges Tempeltor bestand es aus Kupfer und nicht aus Gold (Middot II 3; Josephus dagegen: Es hatte dicke Silber- und Goldbeläge), war aber besonders kostbar. Zum Nikanor-Tor führte eine halbkreisförmige Treppe von 15 Stufen empor, auf der die Leviten zu musizieren pflegten.

#### Zitate antiker Bauwerke des Mittelmeerraumes

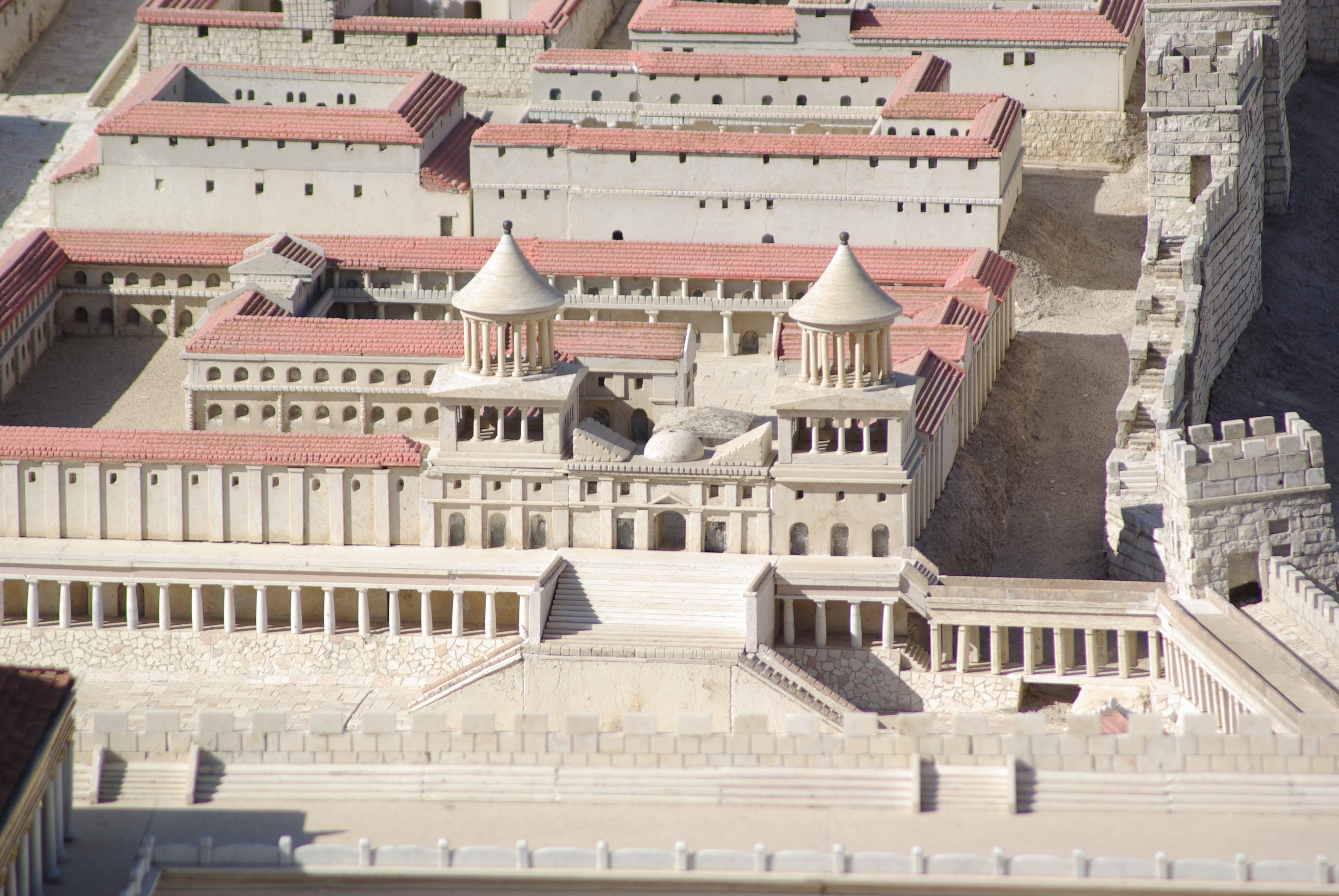
Alter Königspalast der Hasmonäer (Holyland-Modell)

Eine Reihe von Bauwerken Jerusalems werden in den Quellen zwar genannt, teilweise auch lokalisiert, aber nicht näher beschrieben.
In der ersten Fassung des Museumsführers, der das Holyland-Modell erläutern sollte, legte Michael Avi-Yonah viele seiner Entscheidungen zur Darstellung markanter Bauwerke offen, bei denen aus archäologischer Sicht große Wissenslücken bestanden. Ein Beispiel ist der alte Königspalast der Hasmonäer in der Oberstadt. Avi-Yonah orientierte sich hier an der Anlage des Palastes von Ptolemais in der Kyrenaika und fügte Fassadenelemente der nabatäischen Grabanlagen in Petra hinzu. Aber diese Fassung des Museumsführers erschien nicht im Druck. Die 1966 gedruckte Broschüre präsentierte die Architektur des Palastmodells als eine Reihe von Fakten.
Die breite Öffentlichkeit glaubte auch, das Stadtmodell sei ein Abbild der antiken Realität, während es für Kenner zum intellektuellen Sport wurde, die Architekturzitate im Holyland-Modell zu entdecken. Yoram Tsafrir erläuterte diese „privaten kleinen Spiele, privaten kleinen Rätsel“ 2010 in einem Interview: Avi-Yonah habe beispielsweise den Jerusalemer Markt mit Pavillons aus Leptis Magna dekoriert, das Jerusalemer Theater sei eine getreue Kopie des Theaters von Orange, das Hippodrom habe er nach einem Mosaik entworfen, das er in Barcelona gesehen habe.

#### Tempelfassade
Michael Avi-Yonah hat seine Rekonstruktion der Tempelfassade 1968 für ein Fachpublikum erläutert. Dabei spielten Quellentexte nur eine untergeordnete Rolle und archäologische Funde konnte es in diesem Fall nicht geben.
Avi-Yonah war zurückhaltend gegenüber Josephus’ Behauptung, die Fassade sei mit Goldplatten belegt gewesen. Seine Rekonstruktion folgte vielmehr einer Bemerkung des Josephus an anderer Stelle, wonach das Tempelhaus von ferne wie ein schneebedeckter, in der Sonne glitzernder Berg ausgesehen habe. Deshalb verwendete Avi-Yonah vorwiegend Marmor für die Wandflächen und Gold zur Hervorhebung einzelner Architekturdetails. Wie das Tempelhaus aussieht, wenn der Josephustext streng wörtlich genommen wird, lässt sich an dem Modell von Leen Ritmeyer im Yeshiva University Museum studieren.
Bei der Gestaltung der Tempelfassade ging Avi-Yonah von einer Münzprägung des Bar Kochba (132/135 n. Chr.) aus. Denn weder Josephus noch die Mischna teilen Einzelheiten zur Fassadengestaltung mit, abgesehen von einem sehr hohen, offenen Tor, durch das man in den Vorraum des Heiligtums sehen konnte.
Die Münze zeigt ein Gebäude mit Flachdach und vier Säulen. Das Tempelhaus war den Quellen zufolge etwa 50 Meter hoch; aus technischen Gründen kamen Säulen in dieser Größe nicht in Betracht. Ein alternatives Vorbild für die Gestaltung der Tempelfassade verdankte Avi-Yonah dem Tempel des Bel in Palmyra. Die Schmalseite der Cella in Palmyra war gegliedert durch zwei Blendpfeiler an den Ecken und zwei Blendsäulen im gleichen Abstand dazwischen. Diese Anordnung übernahm Avi-Yonah für die Tempelfassade in Jerusalem. Die Halbsäulen ließen sich als Reminiszenz an die beiden freistehenden Säulen vor dem Salomonischen Tempel interpretieren – als Jachin und Boas waren sie typischer Fassadenschmuck von Synagogen. Durch die Wahl von rosafarbenem Marmor wird dieses Halbsäulenpaar an der Fassade des Modells zusätzlich optisch hervorgehoben.
Das zentrale Objekt auf der Bar-Kochba-Münze wird oft als Bundeslade interpretiert, was Avi-Yonah nicht überzeugte. Denn die Bundeslade existierte zur Zeit des Zweiten Tempels nicht mehr. Hier half der Vergleich mit einem Fresko in der Synagoge von Dura-Europos weiter, das ebenfalls die Tempelfassade darstellt. Deutlich erkennt man eine Doppeltür unter einer Konche. Avi-Yonah erinnerte sich daran, dass man nach dem Zeugnis der Quellen durch das hohe Portal in das Tempelhaus hineinsehen konnte und dort im Halbdunkel die vergoldete Doppeltür zum inneren Heiligtum erkannte. Die Doppeltür aus Dura-Europos wurde als Tür zum inneren Heiligtum ins Holyland-Modell übernommen. Schließlich wies Avi-Yonah noch auf die bogenförmige Verzierung des Flachdachs hin, die man auf dem Fresko erkennt. Er übernahm diesen Zinnenschmuck in sein Tempelmodell, aber in der Form, wie er in Palmyra ausgeführt wurde, zum Beispiel auch an der Frontseite des Bel-Tempels.

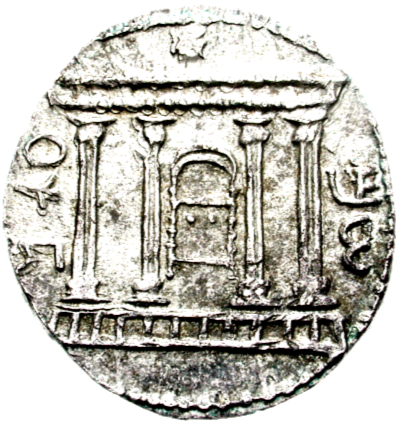
Tempelfassade, silberne Tetradrachme Bar Kochbas (134/135 n. Chr.)
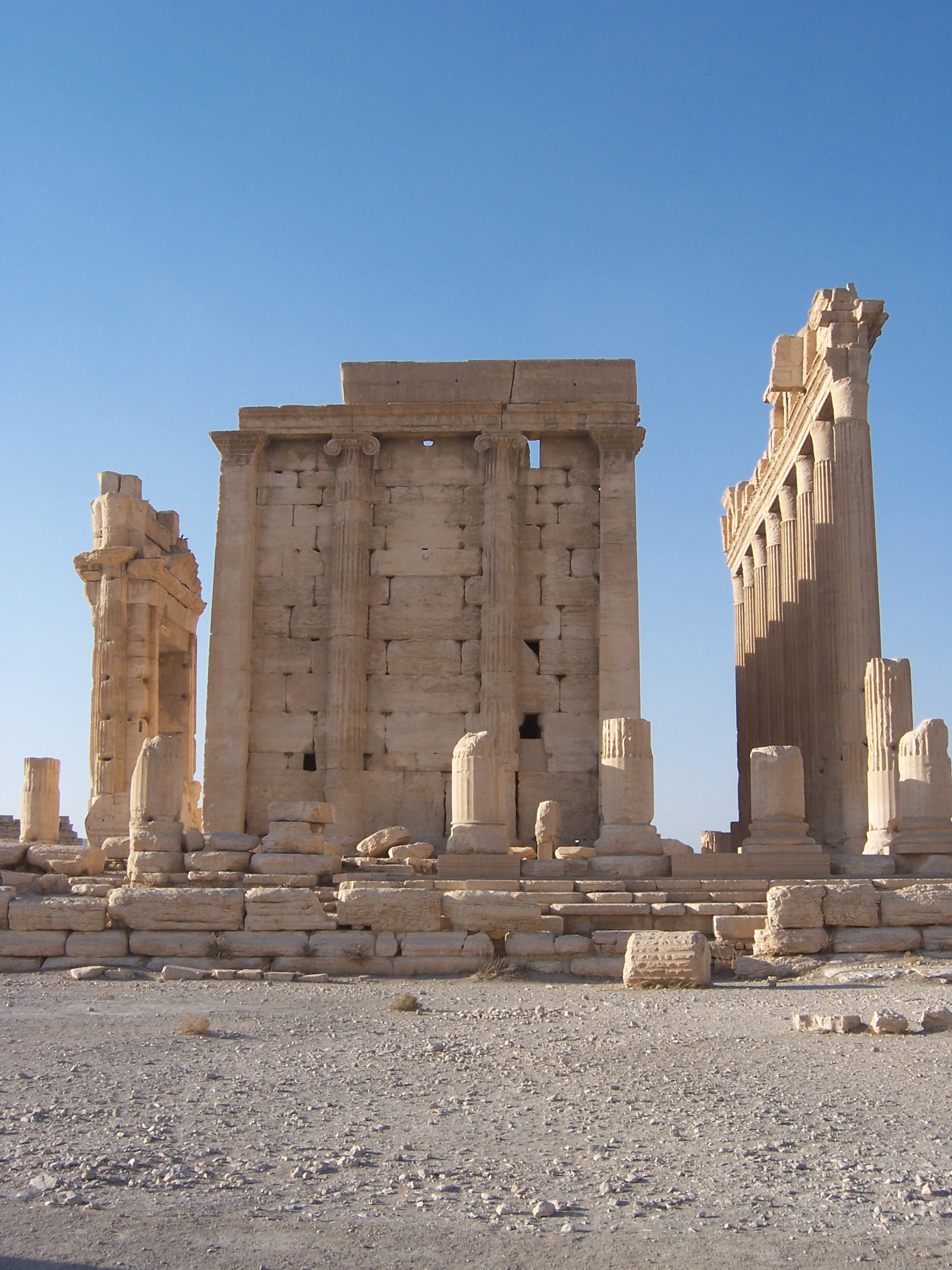
Bel-Tempel in Palmyra, Seitenansicht (zwischen 44 v. Chr. und 32 n. Chr.)
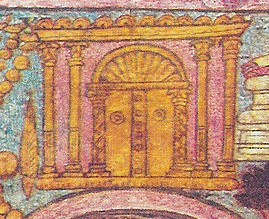
Tempelfassade, Detail des Freskos der Synagoge von Dura-Europos (vor 253 n. Chr.)
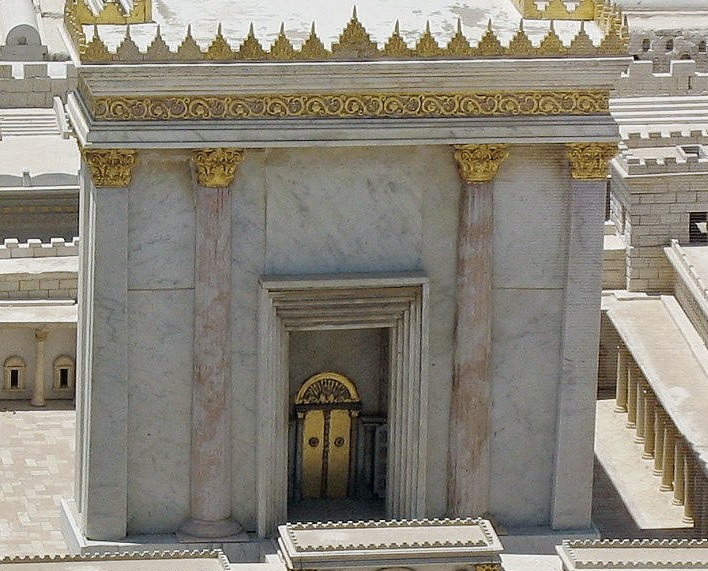
Tempelfassade, Holyland-Modell

### Realisierung im Park des Holyland-Hotels
Das Modell wurde im Park des Holyland-Hotels von einem Team unter Leitung des Haifaer Bildhauers Erwin Schaeffler im Maßstab 1:50 aufgebaut, nach dessen Tod (vor 1966) führte Rolf Brotzen die Arbeit weiter und nahm mit Baruch Engelhardt spätere Überarbeitungen vor. Als erfahrene Modellbauer waren sie für die Masse der einfachen Häuser selbst verantwortlich; Eva Avi-Yonah hatte dafür einige Vorlagen entworfen, die sie variierten. Die ständig notwendigen kleinen Reparaturen am Modell übernahm Haim Peretz. Die Wohnhäuser wurden von den Modellbauern aus Millionen einzelner Steinchen aufgemauert, die Säulen dem antiken Vorbild entsprechend aus mehreren Teilstücken zusammengesetzt.
Beim Bau des Modells wurden Materialien verwendet, die, wie man annahm, in der antiken Stadt zum Einsatz gekommen waren: Kalkstein (Meleke) für normale Wohnhäuser, Marmor für den Palast des Herodes und für den Tempel, Gold für die Kapitelle der Säulen und für die inneren Tempeltore, Kupfer für das Nikanor-Tor, außerdem Bronze, Eisen und Holz. Die Kostbarkeit der Materialien trug nach Meinung Yoram Tsafrirs viel zur Glaubwürdigkeit der Rekonstruktion bei. Die von Flavius Josephus bezeugte, häufige Verwendung von Marmor als Baumaterial konnte von der Archäologie nicht bestätigt werden und gilt als unwahrscheinlich. Da ein Marmorpalast und ein Marmortempel aber den Erwartungen des Publikums an die Größe der Stadt Jerusalem besser entsprachen als Kalkstein, tat die Wahl des wahrscheinlich falschen Baumaterials der Glaubwürdigkeit keinen Abbruch.
Während der Bau der Anlage, angefangen mit den Stadtmauern, langsam voranschritt, war die Presse ab 1964 häufiger zu Gast, um fertiggestellte Teile zu besichtigen.
Als der Bundeskanzler Konrad Adenauer auf Einladung der israelischen Regierung vom 2. bis 9. Mai 1966 Israel besuchte, wurde ihm das neue Holyland-Modell vorgestellt. Es war kurzfristig ins Programm genommen worden, weil eine geplante Besichtigung des Zionberges aus Sicherheitsgründen abgesagt werden musste. Der israelische Präsident Zalman Shazar besichtigte das Holyland-Modell im April 1967. Historische Filmaufnahmen vom Mai 1967 zeigen, dass die Modellstadt immer noch unfertig war, als sie einer Schülergruppe präsentiert wurde.

### Umzug des Modells zum Israel-Museum
Seit dem Beginn der Zweiten Intifada im Jahr 2000 ging der Tourismus in Israel zurück und auch das Besucherinteresse am Holyland-Modell ließ spürbar nach. Hillel Charney, ein Enkel von Hans Kroch, erläuterte 2004 gegenüber Haaretz, dass die Eigentümer den Bau von Appartementtürmen (Holyland-Park) in der Nachbarschaft des Holyland-Hotels planten. (Dieses Großprojekt stand im Mittelpunkt der sogenannten Holyland-Affäre.) Darum musste für das Modell ein neuer Standort gefunden werden.
Charney wandte sich deswegen an das Israel-Museum. Museumsdirektor James Snyder war sehr interessiert, denn man plante ohnehin ein unterirdisches Studienzentrum für den Schrein des Buches, der sich am Rande des ausgedehnten Museumscampus befand, hinter einer noch nicht entwickelten Freifläche. Dort war genügend Platz für das Holyland-Modell. Am 4. August 2004 wurde die Vereinbarung über den Umzug des Modells zwischen der Holyland Tourism Company und dem Israel-Museum unterzeichnet. Snyder rechnete damit, dass das Holyland-Modell am neuen Standort von einem bloßen Touristenziel zu einem „kulturellen Artefakt an der Schnittstelle von Archäologie und Geschichte“ aufgewertet werde.
Ab September 2005 wurde das Modell in 100 Teile zersägt, fünf Kilometer transportiert und auf dem Freigelände vor dem Schrein des Buches wieder zusammengebaut. Den gesamten Umzug des Modells bezahlte die Holyland Tourism Company (Kosten: über 20 Millionen Schekel). Am 12. Juni 2006 wurde die Anlage für Besucher geöffnet. Das Modell gehört weiterhin der Holyland Tourism Company, die die Wartung übernimmt und an den Ticketeinnahmen beteiligt wird; damit behält die Familie Charney auch die Entscheidungsgewalt über Änderungen am Modell.

### Aktualisierungen

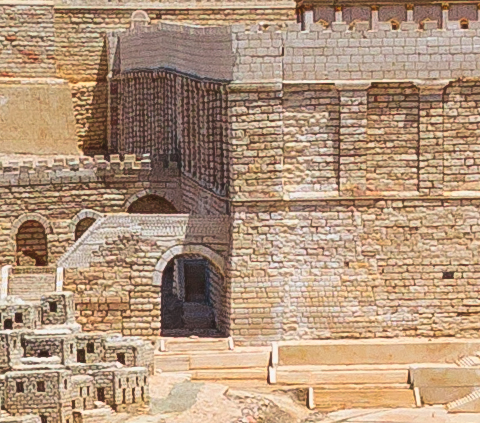
Südwestlicher Aufgang zum Tempel (Holyland-Modell, 2014)

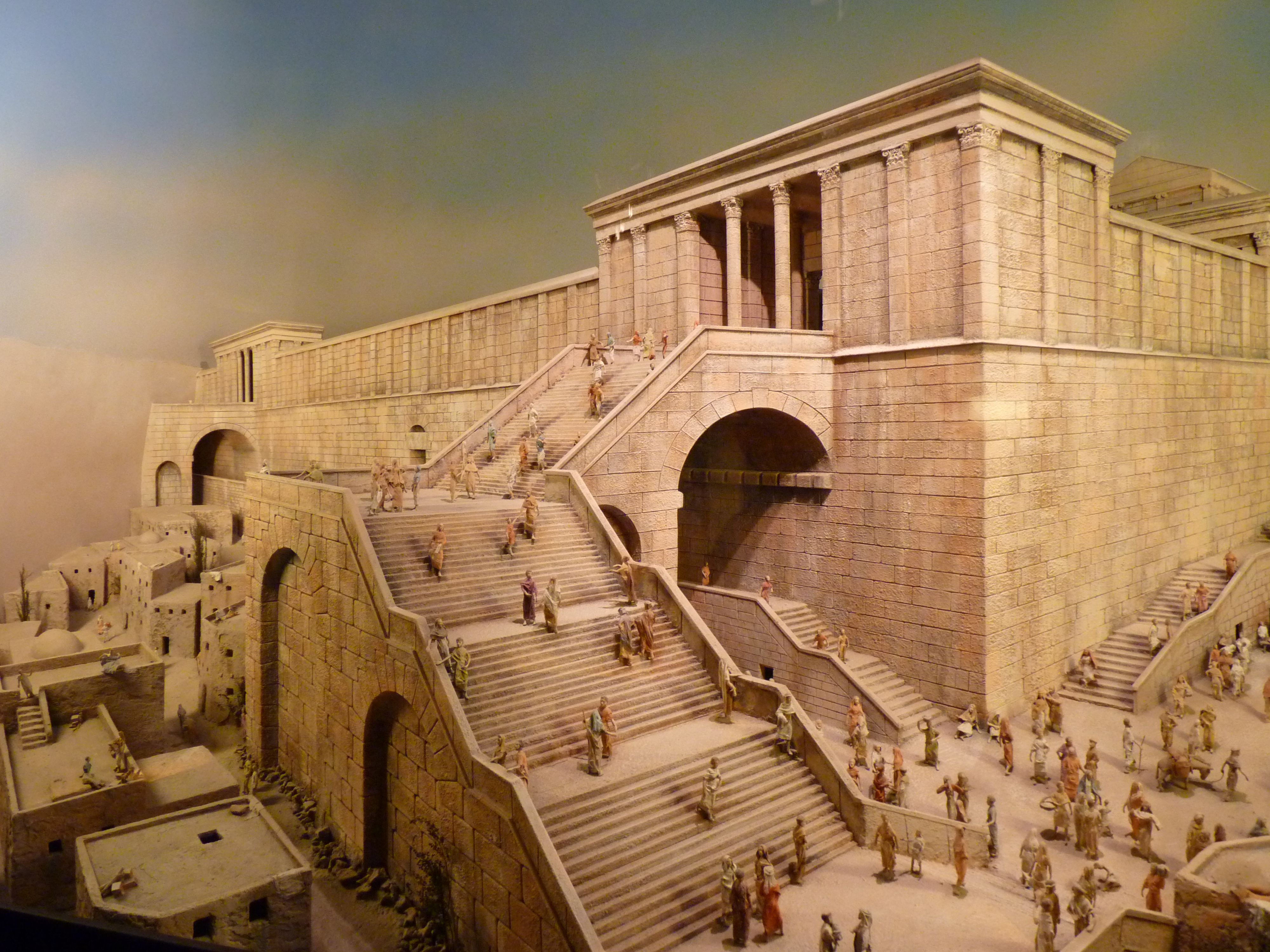
Südwestlicher Aufgang zum Tempel (Museum der Davidszitadelle, 2011)

Das Holyland-Modell spiegelt den Erkenntnisstand seiner Entstehungszeit wider. Umstritten ist, ob neue Grabungsergebnisse Umbauten im Modell erfordern. Immer wieder wurde das Modell an einzelnen Stellen korrigiert und so zu einem „architektonischen Palimpsest“, was aber nicht verhindern konnte, dass Modell und heutiger Wissensstand weiter auseinanderdriften.
Das kann man an der Südwestecke des Tempels erkennen. Hier ist das Modell überarbeitet worden, nachdem die große Treppenanlage, die zur Basilika emporführte, durch Benjamin Mazars Ausgrabungen genauer bekannt geworden war. Der Vergleich mit der Rekonstruktion im Museum der Davidszitadelle zeigt aber, welche Fortschritte die Archäologie seitdem gemacht hat.

#### Michael Avi-Yonah
Bald nachdem die Altstadt 1967 für israelische Archäologen zugänglich wurde, setzten dort Ausgrabungen in großem Stil ein, durch Nahman Avigad im Jüdischen Viertel (Haus der Familie Qathros und Herodianisches Quartier) und durch Benjamin Mazar bei der Klagemauer. Avi-Yonah war davon überzeugt, dass das Modell dem neuen Erkenntnisstand mit dem Hammer in der Hand angepasst werden müsste: Er riss einige Mauern ein und änderte den Verlauf von Brücken und Treppen.

#### Yoram Tsafrir (ab 1974)
Als Schüler Avi-Yonahs wurde Yoram Tsafrir von Elsa Cherni, der Tochter von Hans Kroch, angefragt, das Modell nach Avi-Yonahs Tod wissenschaftlich weiter zu betreuen. Tsafrir stimmte zu. Er sah das Modell als eine halb wissenschaftliche, halb künstlerische Schöpfung, an der er nur die von Avi-Yonah angefangenen Überarbeitungen zum Abschluss bringen wollte.
Tsafrir betonte den pädagogischen Wert des Modells, in dem einzelne Gebäude (wie die Paläste in der Davidsstadt) durch einen ungewöhnlichen Baustil hervorgehoben waren und Gebäudegruppen (wie die Villen der Oberstadt durch ihre Ziegeldächer) als zusammengehörig markiert wurden. Das solle die Neugier des Betrachters wecken und sei deshalb sinnvoll, unabhängig davon, ob es im Jerusalem des Jahres 66 schon Dachziegel gab (was unwahrscheinlich ist).
Tsafrirs Abneigung gegen eine Anpassung an neuere Forschungsergebnisse traf sich gut mit der Position der Eigentümerfamilie Cherni, die das Modell unter dem kommerziellen Aspekt sah und befürchtete, dass alle Korrekturen am Modell dessen Glaubwürdigkeit beschädigten.

#### Israel-Museum (ab 2006)
Der Direktor der Israel-Museums schloss Korrekturen am Modell zwar nicht grundsätzlich aus, betonte aber, dass das Holyland-Modell nicht in erster Linie ein exaktes Bild der archäologischen Kenntnisse über die antike Stadt vermittele:

„Richtig, Archäologen haben es geschaffen, aber wir sehen das Modell nicht als Darstellung von Archäologie, sondern mehr als ein Kunstwerk, das in einer bestimmten Situation entstanden ist zu einem ideologischen Zweck: um das moderne Israel an jenen, existentiellen Felsen‘ des alten Israel anzubinden, der in jener Zeit [als das Modell entstand] nicht zugänglich war.“

Eine Korrektur, die im Zusammenhang mit dem Umzug des Modells diskutiert wurde, war die Entfernung des prächtigen Hippodroms, das Avi-Yonah entsprechend den Erwähnungen bei Flavius Josephus geschaffen hatte. Keine archäologische Untersuchung konnte bisher die Existenz eines solchen Bauwerks bestätigen. Das Hippodrom wurde schließlich aus dem Stadtmodell herausgenommen.

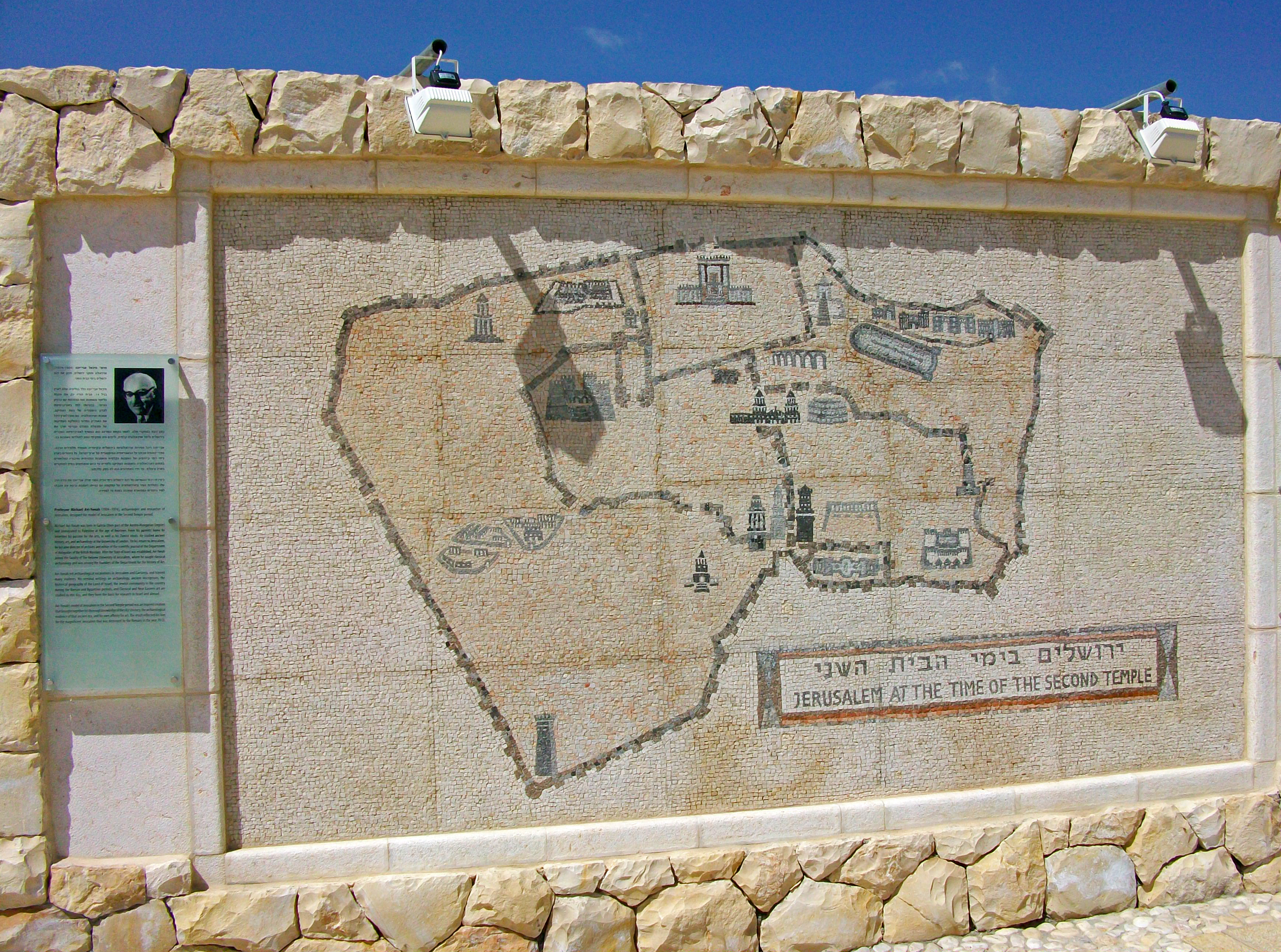
Vereinfachte Mosaikkarte des Holyland-Modells auf dem Campus des Israel-Museums. Die Karte ist geostet

Jerusalem im 1. Jahrhundert n. Chr.

## Beschreibung
Der 1966 erschienene Museumsführer enthält zwei Pläne des gesamten Stadtmodells, einen Plan des Tempelbergs und einen des Tempels. Die meisten der 39 nummerierten „Sehenswürdigkeiten“ sind im Text mit Skizzen von Eva Avi-Yonah illustriert.

### Neustadt
Im Norden, von der Nordostecke des Tempels bis zu den drei Türmen des herodianischen Königspalastes, verläuft die sogenannte Dritte Mauer, welche 44 n. Chr. um die Neustadt gebaut wurde und damit das Steinbruchgelände mit dem von der christlichen Tradition als Golgatha identifizierten Felsen in die Stadt einbezog. Zuvor hatte es außerhalb der Stadt gelegen. Im Inneren der Neustadt verläuft bogenförmig die Zweite Mauer und umschließt Märkte und Werkstätten im Tyropoion-Tal. Da sie ohne archäologische Befunde erstellt werden musste, ist die Rekonstruktion der Neustadt weitestgehend hypothetisch.
Markante Gebäude der Neustadt:
- Doppelbecken des Schafsteichs bei Bethesda;
- Mausoleum des Alexander Jannai.

### Oberstadt
Dies war die beste Wohnlage des antiken Jerusalem, das Wohnviertel der Priesteraristokratie. Die Oberstadt nimmt zusammen mit dem Tempelareal den zentralen Bereich der Stadt ein. Avi-Yonah gab diesem Viertel einen hellenistisch-römischen Charakter. Die Häuser gruppieren sich zu Insulae in einem rechtwinkligen Straßennetz.
Markante Gebäude der Oberstadt:
- Palast des Herodes mit den Türmen Hippikos, Phasael und Mariamne;
- Alter Königspalast der Hasmonäer;
- Palast des Hohenpriesters Hananias ben Nedebaios;
- Theater (Lage hypothetisch);
- Palast des Kajafas (Lage nach christlicher Tradition: St. Peter in Gallicantu);[71]
- Davidsgrab mit einem von Herodes gebauten „Denkmal aus weißem Stein“ (Lage nach jüdischer Tradition: auf dem Zionsberg).[72]

### Unterstadt
Im Bereich der Südwestecke des Tempels haben nach dem Bau des Modells umfangreiche Grabungen stattgefunden, die das Bild, das man von diesem Areal hat, stark verändert haben.
Markante Gebäude der Unterstadt:
- Rathaus mit Xystus;[73]
- Hippodrom (Lage hypothetisch, entfernt);[74]
- Teich von Siloah, umgeben von Gärten und Werkstätten.

### Davidsstadt
Die Davidsstadt liegt südlich der heutigen Altstadtmauern von Jerusalem, war jedoch in der Antike Teil der Stadt und historisch sogar deren Keimzelle. Avi-Yonahs Modell zeigt folgende Gebäude:
- Grab der Hulda;
- Vier Paläste der Königsfamilie von Adiabene im parthischen Stil;
- Synagoge mit Gästehaus (bezeugt durch die Theodotos-Inschrift).

### Tempel

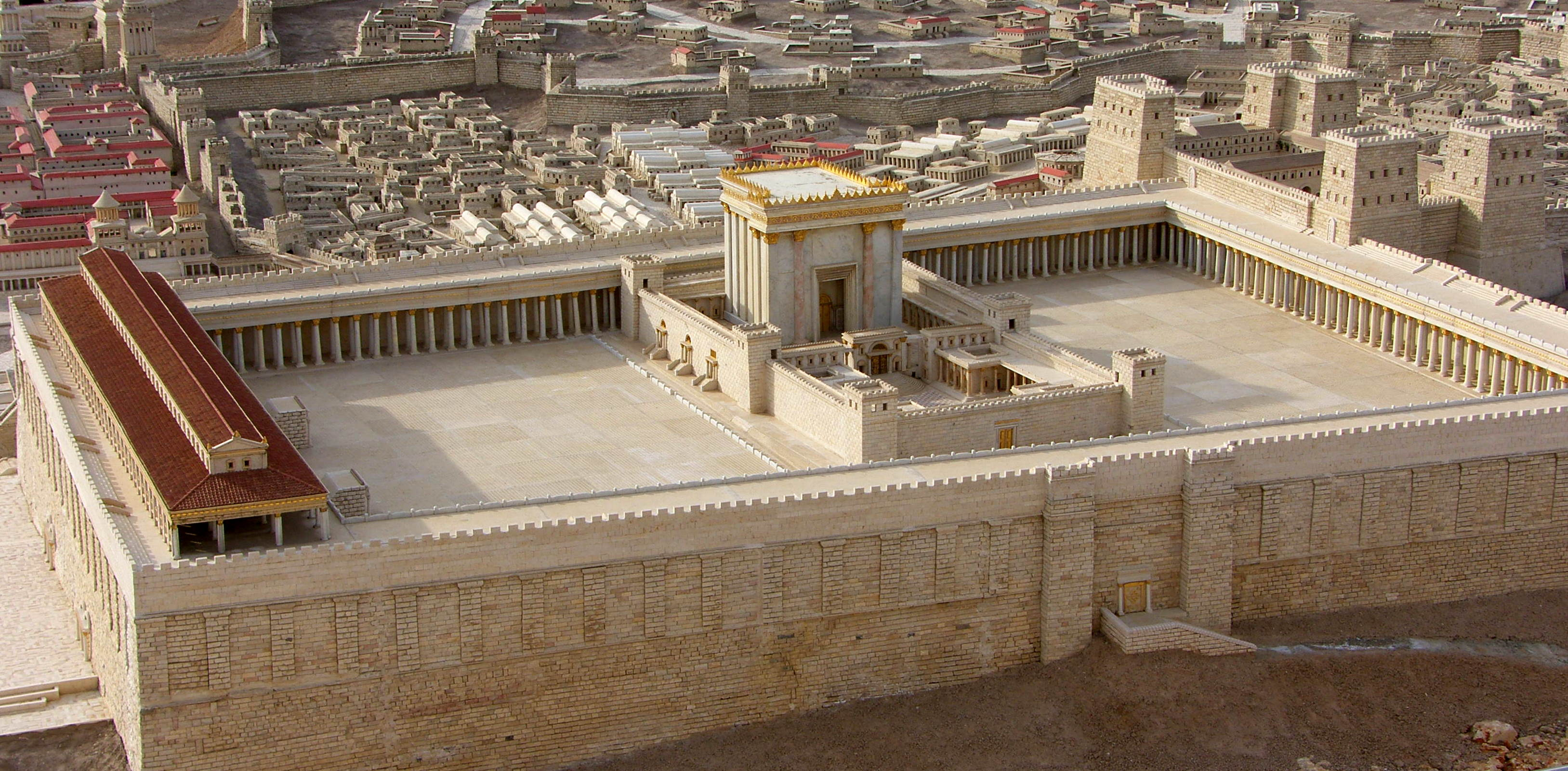
Der Tempelplatz im Holyland-Modell (Blick von Osten)

Der Zweite Tempel hatte monumentale Umfassungsmauern. Nach Durchschreiten eines der Tore stand der Besucher, bevor er auf den Tempelplatz hinaustrat, in einer der außen umlaufenden Säulenhallen (im Süden vor der königlichen Basilika). Der für antike Verhältnisse sehr große Tempelplatz war der sogenannte Vorhof der Heiden, offen für jedermann. Er erfüllte für die Stadt auch die Funktionen eines Forums. Eine Balustrade (siehe: Warninschrift vom Herodianischen Tempel) grenzte den inneren Bereich ab, den nur Mitglieder der jüdischen Religionsgemeinschaft betreten durften, und dieser war nach innen weiter differenziert: für jüdische Frauen und Männer – nur für Männer – nur für Priester. In der Mitte stand das eigentliche Tempelhaus.
Die Nordwestecke des Tempelplatzes wird im Modell optisch von der Burg Antonia beherrscht. Ihr Zweck war die Überwachung des Tempelplatzes und der Menschenmengen, die sich hier versammelten.

## Rezeption

### Nationaler und religiöser Kontext am Standort Holyland-Hotel
Das Modell wurde seit 1967 oft von israelischen Schulklassen sowie von Soldatengruppen besucht. Es sollte jungen Israelis das Verständnis der Altstadt von Jerusalem erleichtern und ein Studium des Modells galt in der didaktischen Literatur als sinnvolle Vorbereitung auf den ersten Besuch von Ost-Jerusalem.
Nicht repräsentativ, aber doch bemerkenswert ist, dass sowohl der Konrad Adenauer begleitende Reporter des Spiegel 1966 („eine Art Holy-Disneyland“) als auch das Filmteam von British Pathé 1967 von dem Jerusalem-Modell befremdet waren.
Andererseits fühlten sich viele Menschen von Avi-Yonahs Schöpfung sehr angesprochen. Annabel Jane Wharton unterschied verschiedene Besucherinteressen: Vielen Israelis sei dieses Jerusalem im Jahr seiner Blüte verständlicher gewesen als die reale, seit 1967 für sie wieder zugängliche Altstadt. Christliche Pilger sähen hier die Stadt, die Jesus kannte und in der die Urgemeinde ihre Form angenommen hatte – eine Möglichkeit, sich von der byzantinischen Reichskirche oder von den Kreuzfahrern, deren Spuren im heutigen Jerusalem sichtbar sind, innerlich zu distanzieren.

Maya Balakirsky Katz sah in der Anlage des Stadtmodells eine sublime aggressive Botschaft vor dem zeitgeschichtlichen Hintergrund des verwüsteten und für Israelis nicht zugänglichen jüdischen Viertels in der Altstadt. Die „moderne“ Oberstadt im Modell wurde von Michael Avi-Yonah durch ihre einheitlichen roten Dächer herausgehoben und in einen Gegensatz gebracht zu den eher orientalischen Häuschen der anderen Stadtteile. Balakirsky Katz interpretierte sie als ein jüdisches Wohngebiet, ausgedehnt auf die doppelte Größe des historischen Jüdischen Viertels. 

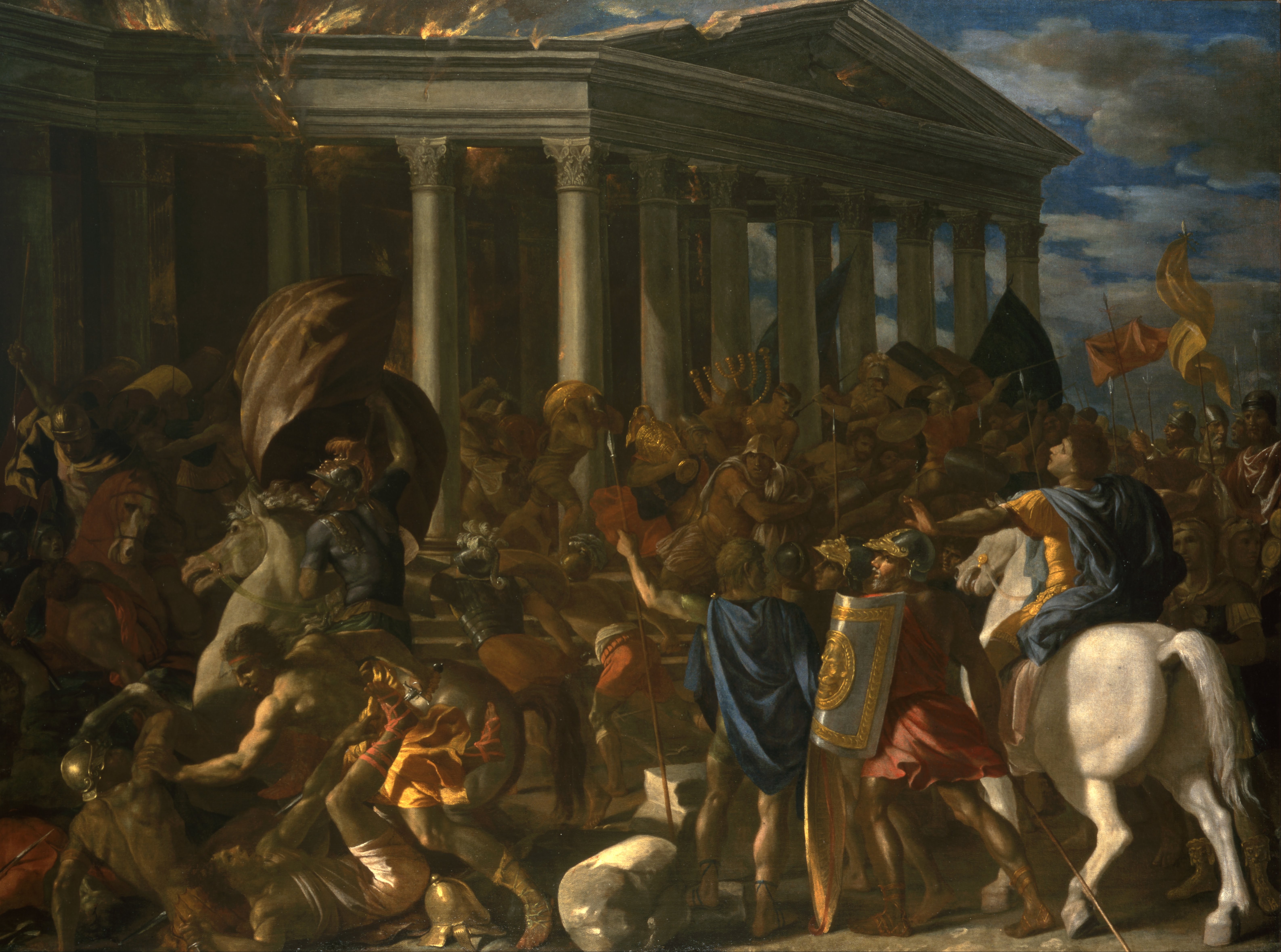
Nicolas Poussin: Die Zerstörung des Jerusalemer Tempels, 1625/26 (Israel-Museum)

### Nationaler und säkularer Kontext am Standort Israel-Museum

#### Masterworks of Beauty and Sanctity
In der Ausstellung Masterworks of Beauty and Sanctity im Jahr 2005 erinnerte das Israel-Museum kurz vor dem Umzug des Holyland-Modells an seine 40-jährige Geschichte, wobei es den Übergang von religiöser zu ästhetischer Wahrnehmung auf verschiedene Weise ansprach. So besitzt das Museum Objekte, die ursprünglich als heilig verehrt wurden oder bei Ritualen Verwendung fanden. Dieser Heiligkeit sind sie im Kontext des Museums beraubt. Umgekehrt ist ein Kunstwerk, nach Walter Benjamin, von einer Aura umgeben; die Begegnung des Museumsbesuchers mit diesem einzigartigen Objekt lasse ihn Verzauberung und Inspiration erleben – was einem religiösen Erlebnis nahe komme.
Der Jerusalemer Tempel als heiligste Stätte des Judentums wurde in Masterworks of Beauty and Sanctity auch explizit thematisiert. Das zentrale Exponat in diesem Teil der Ausstellung war ein Gemälde von Nicolas Poussin, das die Zerstörung und Plünderung des Jerusalemer Tempels zum Thema hat. Es zeigte, dass der Tempel auch lange nach seiner Zerstörung Künstler faszinierte. Da das Gemälde aber zu den Schätzen des Israel Museums gehört, schließt sich ein Kreis: der Tempel sei ein Teil des kulturellen Erbes des säkularen Israel. Das bereitete den Boden für die Präsentation des Holyland-Models: es musste nun nicht mehr die „Heilige Stadt“ fehlerfrei abbilden, sondern konnte jetzt als Kunstwerk gewürdigt werden.

#### Dauerausstellung
Auf zwei Weisen wird das Holyland-Modell in das Gesamtkonzept des Israel-Museums hineingenommen: Es kann in Beziehung gesetzt werden zum Schrein des Buches, oder die national bedeutsamen Gebäude in der Nachbarschaft des Israel-Museums werden zum Thema.

##### Im Gegenüber zum Schrein des Buches
In diesen neuen Kontext gestellt, kann das Holyland-Modell als architektonische Selbstinszenierung der antiken Oberschicht interpretiert werden, die die Stadt mit ihren Monumentalbauten und Villen prägte und im Tempel ihren Bezugspunkt hatte, und steht im Kontrast zu der Gruppe, deren Schriften der Schrein des Buches enthält, einer Gemeinschaft, die sich vom Luxus der Stadt und vom Tempelkult abgewandt hatte. In der Interpretation des Israel-Museums sind dies die Essener.

##### Umgeben von den „Tempeln“ des modernen Staates
Eine weitere Interpretationsmöglichkeit, die sich an dem neuen Standort ergibt, ist die Bezugnahme zu den (architektonisch oder auf Grund ihrer Bedeutung) tempelartigen Gebäuden, die den Herodianischen Tempel nun als Nachbarn umgeben: die Knesset, das Israel-Museum, die Nationalbibliothek, der Oberste Gerichtshof. Yael Padam schreibt, das Modell nehme „auf diese Weise teil an der Konstruktion eines modernen Narrativs der nationalen Identität, der auf einem kollektiven Ursprungsmythos basiert und von Nachbildungen antiker Kulturerbestätten Gebrauch macht.“

### Rezeption des Tempelhauses

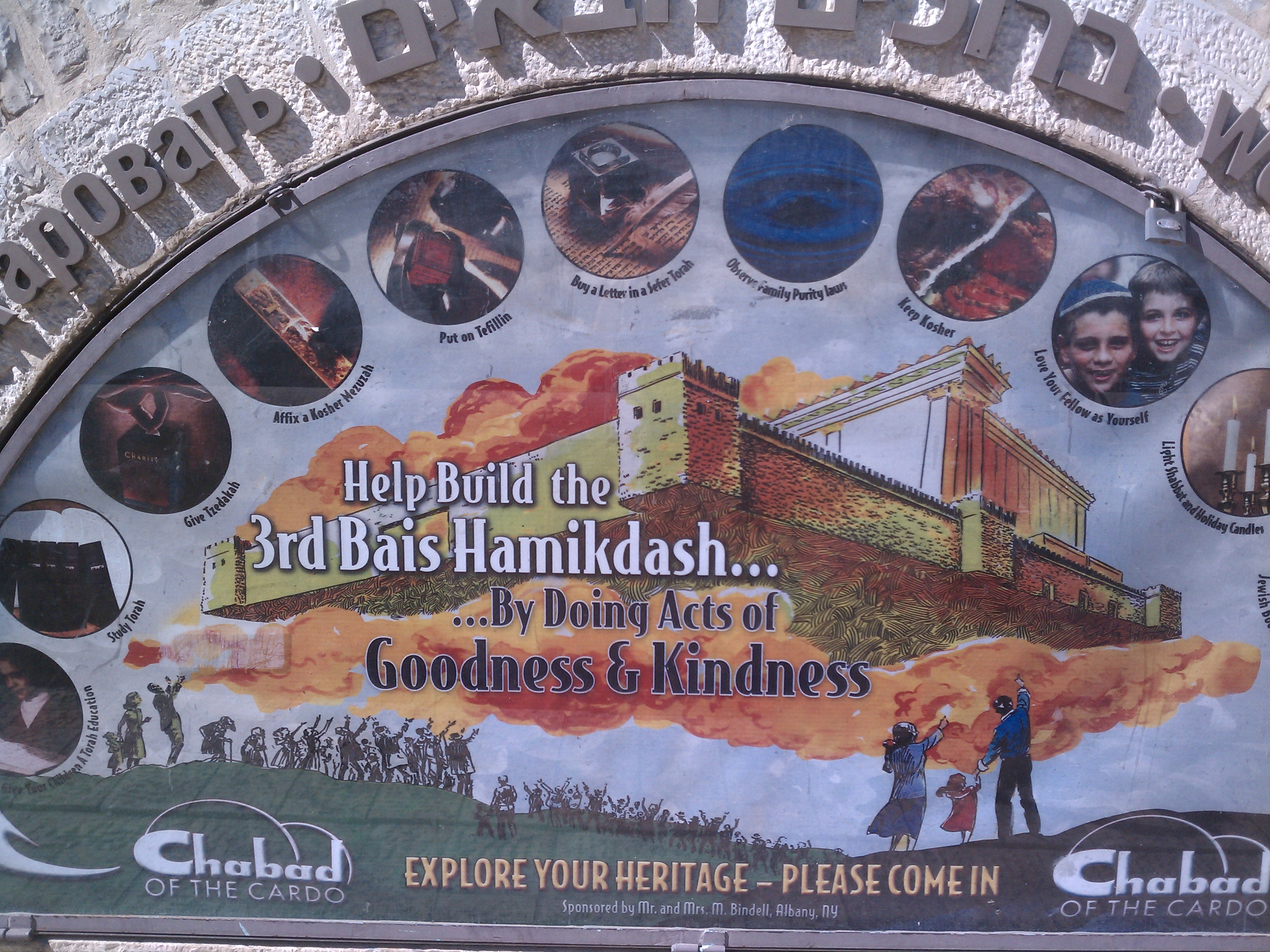
„Hilf mit, den Dritten Tempel aufzubauen durch Werke der Güte und Freundlichkeit.“ (Chabad-Zentrum am Cardo in der Jerusalemer Altstadt, Plakat über dem Eingang, 2012)

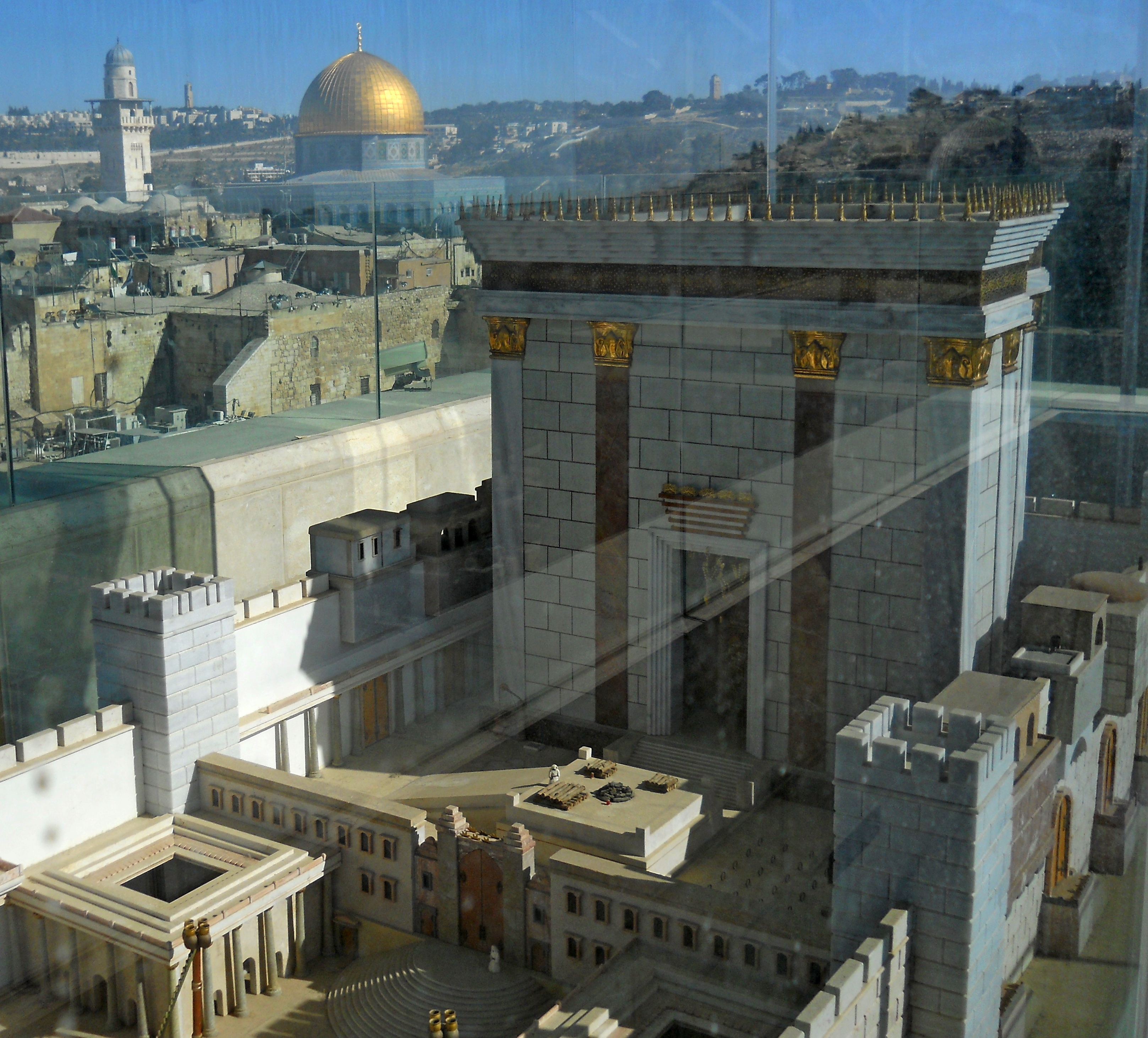
Tempelmodell unter Plexiglas auf dem Dach der Aish haTorah-Jeschiwa

Das Tempelhaus des Holyland-Modells hatte eine eigene Wirkungsgeschichte, bei der es oft aus dem Kontext des Stadtmodells herausgenommen wurde. Das Spektrum reicht von der kommerziellen Nutzung, vorwiegend im evangelikalen Milieu und in den Vereinigten Staaten, über verschiedene orthodox-jüdische Strömungen, bis hin zum religiös motivierten politischen Extremismus.
Der Freizeitpark Holy Land Experience in Orlando (Florida) enthält als Hauptattraktion einen „Großen Tempel“ samt innerem Vorhof im Maßstab 1:1, der die Ähnlichkeit mit dem Jerusalemer Holyland-Modell nicht verleugnen kann. Weniger aufwendige Nachbauten gibt es an verschiedenen Orten in den Vereinigten Staaten, außerdem allerlei Souvenirs mit dem Tempel-Motiv. Avi-Yonahs Tempel wurde zitiert von freimaurerischen Bildschirmschonern und von CD-Covern mit evangelikaler Musik.
Die Chabad-Bewegung nahm den Holyland-Tempel, aus seinem Kontext des antiken Jerusalem gelöst, als Bild für den erhofften Dritten Tempel in ihre Ikonographie auf. Yael Avi-Yonah, die 2012 verstorbene Tochter Michael und Eva Avi-Yonahs, war als Künstlerin von der Kabbala beeinflusst und stand Chabad nahe. Der Tempel war eines ihrer häufigen Motive, wobei sie den Zweiten Tempel nach dem Vorbild des Holyland-Modells darstellte, den Dritten Tempel dagegen als „anaglyphische“ Vision.
Aish haTorah ist eine orthodoxe Jeschiwa, die groß angelegte Outreach-Programme betreibt, durch die säkulare Juden für die Religion zurückgewonnen werden sollen. Diese religiöse Institution beauftragte den Modellbauer Michael Osani mit dem Bau eines Tempelmodells im Maßstab 1:60. Auch hier wurde in „authentisches“ Baumaterial investiert: Gold, Silber, Holz und Jerusalem-Stein (kein Marmor). Der Künstler hat gegenüber dem Holyland-Tempel eine Reihe von Korrekturen vorgenommen, aber die Ähnlichkeit ist offensichtlich. Dieses Modell wurde 2009 auf dem Dach des damals noch unfertigen Aish haTorah-Zentrums nahe der Klagemauer aufgestellt. Dass man beim Betrachten des Modells den Felsendom im Hintergrund sieht, solle kein politisches Statement sein, sagte Jeschiwa-Direktor Hillel Weinberg der Jerusalem Post. Dem Beter solle es damit erleichtert werden, sich innerlich mit dem Tempel zu verbinden und sich auf das Allerheiligste hin auszurichten.
Das Tempel-Institut in der Jerusalemer Altstadt besitzt ein vergleichbares Modell, das am Holyland-Tempel einige Korrekturen vornimmt und ihm dabei sehr ähnlich bleibt. In den 1980er Jahren verbreitete die extremistische Gruppe Yisrael haTzair Postkarten des modernen Jerusalem, auf denen eine Fotomontage den Felsendom durch den Tempel des Holyland-Modells ersetzte. Gil Yaron zufolge erschien der „weiß-goldene Marmortempel“ auf Fotomontagen jüdischer und christlicher Extremisten, die mit dem Anbruch der Endzeit rechneten.

## Fazit
Das Holyland-Modell kann benutzt werden, um die Stadtentwicklung Jerusalems nach dem Bezugsjahr 66 zu entwerten: Menashe Har-El hatte 1969 didaktische Materialien entwickelt, um israelischen Schülern anhand des Holyland-Modells die Wertschätzung des antiken Jerusalem zu vermitteln, bevor sie zum ersten Mal nach Ost-Jerusalem kamen und dort eigene Eindrücke gewinnen konnten. In dem Buch Golden Jerusalem empfahl er noch 2004 einem größeren Publikum die gleiche Zugangsweise: die Altstadt von Jerusalem solle erst nach einem Studium des Holyland-Modells besucht werden. Das sei Bedingung, um die Bauten in der gegenwärtigen Altstadt richtig einschätzen zu können.
Am neuen Standort im Israel-Museum blieb ein solches Geschichtsbild nicht unwidersprochen. Im Jahr 2006 konfrontierte die Ausstellung Mini Israel – 70 Models, 45 Artists, One Space zwei Modellbau-Attraktionen, das Holyland-Modell und Mini-Israel, mit Kunstwerken, die Aspekte des israelischen Alltags ebenfalls im Miniaturformat darstellten. Viele nahmen politische und soziale Probleme des Landes in den Blick. Die Idee dazu stammte von Larry Abramson, zugleich Kurator dieser Ausstellung. Den idealisierten Modellen der nationalen Geschichte und Gegenwart sollten individuelle Entwürfe entgegengestellt werden.
Larry Abramsons Kritik richtete sich vorrangig gegen den Freizeitpark Mini-Israel, lässt sich jedoch auch auf das Holyland-Modell beziehen:

„Die Macht des Modells besteht darin, dass es eine Landkarte entwirft ... Das Modell zeigt dir, was wichtig ist und was unwichtig; das Modell gibt dir vor, worauf du in der Realität achten sollst; dabei gibt es aber in der Realität unendlich viel zu sehen.“